# プレシャスランド
プレシャスランド（PRECIOUS LAND/プレラン）とは、世界の一流アーティストの振付師、ダンサーたちとアジアのトップダンサーが一同に集結する日本最大級のダンスコラボレーションイベント。合同会社アジアン・タレント・ネットワーク主催。

## 概要
- 2010年より開催されている。
- 『たくさんの貴い（とうとい）ものが集まる場所』という意味を込めて『プレシャスランド』と名付けられた。
- ブリトニー・スピアーズやビヨンセなど数々の一流アーティストの振付師や、バックダンサーを務めたトップダンサーが、集結し作り出すエンターテイメント。
- 「各界のプロフェッショナルが一丸となり、アジアとアメリカをつなぐ架け橋になれれば」という思いから実現。
- 第1回目となる2010年度には、＜B2ST(BEAST/ビースト)＞が初来日を果たした。[1]

## 主な出演者

### -第1回『日米韓コラボレーション』-(2010年7月1日＠スタジオコースト)
- 振付師

「アメリカ」
1. アンドレ・フエンテス (Andre Fuentes：ブリトニー・スピアーズ【サーカス】MV振付等)
2. ボビー・ニューベリー (Bobby Newberry：プッシーキャット・ドールズ【ホエン・アイ・グロウ・アップ】MV振付等)
3. ケニス・マーカス (Kenis Marquis：シアラ【ゴー・ガール】MV振付等)
4. フレックス (Phlex：ビヨンセ【ヴィデオ・フォン】MV振付等)
5. エリカ・ソバル (Erica Sobol)

- キッズ作品振付師

「アメリカ」
1. トニー・ザー (Tony Czar)

- ゲストダンサー

「日本」
1. ブルー・トウキョウ（Blue Tokyo/男子新体操）
2. モータル・コンバット（Mortal Combat/ブレイクダンス）
3. 梅棒（ジャズダンス）
4. 高倉温味＆牧野麗子（ポールダンス）

「アメリカ」
1. リングマスターズ（Ring Masters/フレキシング）
2. スキップエンターテイメント（Skip Entertainment/キッズジャズダンス）

「韓国」
1. プリピクス（prepix/ヒップホップ）

- スペシャルゲストアーティスト

「日本」
1. 玉置成実

「韓国」
1. B2ST（BEAST/ビースト）

- MC

「日本」
1. 東條公美
2. BELLTNEY♥（ひげガール）
3. パメラ（ひげガール）

### -番外編『オマリオンSpecial Live Even Ft.プレシャスランド』-(2010年8月27日＠Culb ANSWER inソウル)
韓国にて、オマリオン(OMARION)が初来韓し行ったスペシャルライブイベントをプロモーションとしてフィーチャリング。

ゲストとして、B2ST（BEAST/ビースト）が登場。コラボレーションパフォーマンスも披露した。
- 振付師

「アメリカ」
1. トバリス・ウィルソン (Tovaris Wilson：ジャネット・ジャクソン【オール・フォー・ユー】MV振付等)
2. フリー (Free：ジャスティン・ビーバーMV振付等)